# Juan Antonio Hernández Arvizu
Juan Antonio Hernández Arvizu (n. 1825) fue un abogado, político y funcionario puertorriqueño, diputado en las Cortes Constituyentes del Sexenio Democrático.

## Biografía
La obra Los diputados pintados por sus hechos le hace nacido en Puerto Rico el 30 de marzo de 1825. Era hijo de Nicolás Hernández, natural de las islas Canarias, y de Josefa de Arvizu, vizcaína. En 1843 se habría instalado en Barcelona para realizar estudios de jurisprudencia en la universidad de esta ciudad. Posteriormente marchó a Sevilla, en cuya universidad finalizó la carrera de leyes. Poseedor del título de abogado, volvió a Puerto Rico en enero de 1853, estableciendo un bufete que habría alcanzado cierta fama. En 1855 fue nombrado socio residente de la Sociedad Económica de Amigos del País de Puerto Rico y teniente fiscal sustituto de la Audiencia. En 1857 el departamento de Aguadilla le nombró su representante para una comisión cerca del gobierno y posteriormente desempeñó en la isla caribeña varios cargos, como el de magistrado de la Audiencia, juez de paz y de primera instancia y vocal de la junta de instrucción pública. Fue autor de un folleto sobre la abolición de la esclavitud en Puerto Rico, en el cual proponía un proceso gradual de abolición. Perteneció al partido liberal de las Antillas. En las elecciones de 1869 a Cortes Constituyentes obtuvo escaño de diputado por la circunscripción de Puerto Rico. A comienzos de la década de 1870 desempeñó el cargo de gobernador civil en las provincias de Tarragona y Burgos.